# بوتاکس (فیلم ۲۰۱۷)
بوتاکس (لهستانی: Botoks) فیلمی دلهره‌آور به کارگردانی پاتریک وگا است که در سال ۲۰۱۷ منتشر شد. این فیلم در ورشو، پاریس، کپنهاگ و کنیا فیلم‌برداری شد.

## گزیدهٔ بازیگران
- الگا بووانچ
- آگنیشکا دیگانت
- ماریتا ژوکوفسکا
- کاتاژینا وارنکه
- یانوش خابیور
- پیوتر استراموفسکی
- سباستیان فابیانسکی
- گراژینا شاپوووفسکا
- میخاو کولا